# ヤーコプ・フッター

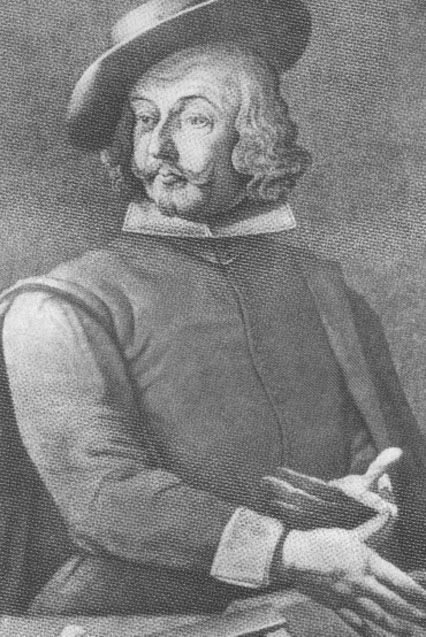
ヤコブ・フッター

ヤコプ・フッター（ドイツ語: Jakob Hutter、1500年頃 - 1536年2月25日）は、16世紀の宗教改革期におけるアナバプティスト運動の指導者の一人である。彼が組織した共同体主義的なキリスト教運動は、後にフッター派と呼ばれるようになった。

## 生涯
ヤコプ・フッターは、1500年頃に現在のイタリア・南チロル地方にあるプスター谷のモース（Moos）で生まれたと考えられている。最初は帽子職人として生計を立てていたが、1520年代後半にアナバプティスト運動に接触し、その教えに深く共鳴した。
アナバプティスト運動は、幼児洗礼を否定し、信仰を告白した成人に対する再洗礼を主張するプロテスタントの一派である。当時の神聖ローマ帝国において、彼らは異端とみなされ、激しい迫害の対象となっていた。フッターは、この迫害の中で、チロル地方のアナバプティスト共同体の指導者として頭角を現した。
1529年頃、フッターは弾圧を逃れてモラヴィア（現在のチェコ共和国の一部）に移住した。モラヴィアは、比較的宗教的寛容性があったため、多くのアナバプティストが避難地を求めて集まっていた。フッターはここで、財産の共有を特徴とする共同体を組織し、その拡大に尽力した。彼の指導の下、共同体は厳しい規律と労働倫理に基づき運営され、迫害されるアナバプティストの精神的・物質的な支えとなった。
しかし、モラヴィアでもアナバプティストに対する弾圧が始まり、フッターは再び追われる身となった。1535年11月、彼はチロル地方で逮捕され、インスブルックに投獄された。数ヶ月にわたる尋問と拷問の後、フッターは信仰を捨てることを拒否し、1536年2月25日に火刑に処された。

## 思想と影響
フッターの最も顕著な思想は、キリスト教共同体における徹底した財産共有の原則である。彼は、新約聖書の使徒行伝に描かれた初期キリスト教共同体の生活を理想とし、個人所有を否定してすべての財産を共同体のために用いることを主張した。これは、当時の社会経済体制に真っ向から挑戦するものであり、迫害の一因ともなった。
フッターの指導の下で確立された共同体の組織と規律は、その後のフッター派の発展に決定的な影響を与えた。彼の死後も、フッター派は迫害に耐えながら存続し、北アメリカを中心に現在も活動を続けている。彼らは、財産共有の原則、非暴力主義、そして厳格な共同体生活を維持していることで知られている。